# بررسی واقعیت‌های اردوگاه‌های کار اجباری آلمان
بررسی واقعیت‌های اردوگاه‌های کار اجباری آلمان (انگلیسی: German Concentration Camps Factual Survey) یک فیلم مستند بریتانیایی رسمی دربارهٔ اردوگاه‌های کار اجباری آلمان نازی است. این فیلم توسط سیدنی برنشتاین، برای وزارت اطلاعات بریتانیا و با حضور و مشارکت آلفرد هیچکاک به عنوان «مشاور تدوین» و «کارگردان ناظر» ساخته شد.
این پروژه در سپتامبر ۱۹۴۵ رها شد و فیلم برای نزدیک به هفتاد سال ناتمام ماند. این فیلم در ابتدا قرار بود شامل بخش‌هایی باشد که توسط واحدهای فیلم نظامی از بریتانیا، ایالات متحده، فرانسه و اتحاد جماهیر شوروی تولید می‌شدند. تحولات جنگ سرد به این معنی بود که بخش اتحاد جماهیر شوروی خارج شد و باعث شد فیلم ناتمام بماند. بازسازی فیلم توسط محققان سینما در موزه سلطنتی جنگ امپریال تکمیل شد. اولین نمایش جهانی نسخه تکمیل شده این فیلم، در اوایل سال ۲۰۱۴ در جشنواره فیلم برلین انجام شد و در سال ۲۰۱۵ در تعداد محدودی از سالن‌ها نمایش داده شد. در سال ۲۰۱۷ در آمریکای شمالی منتشر شد.
دولت بریتانیا فیلم را بدون نمایش عمومی کنار گذاشت و سؤالاتی در مورد اینکه تا چه حد ممکن است ملاحظات سیاسی، مانند نگرانی بریتانیا در مورد صهیونیسم یا تغییر در سیاست اشغالگری آلمان، در فیلم پنهان شده باشد، مطرح شده است.